# ヘンリー・ボイル (初代カールトン男爵)

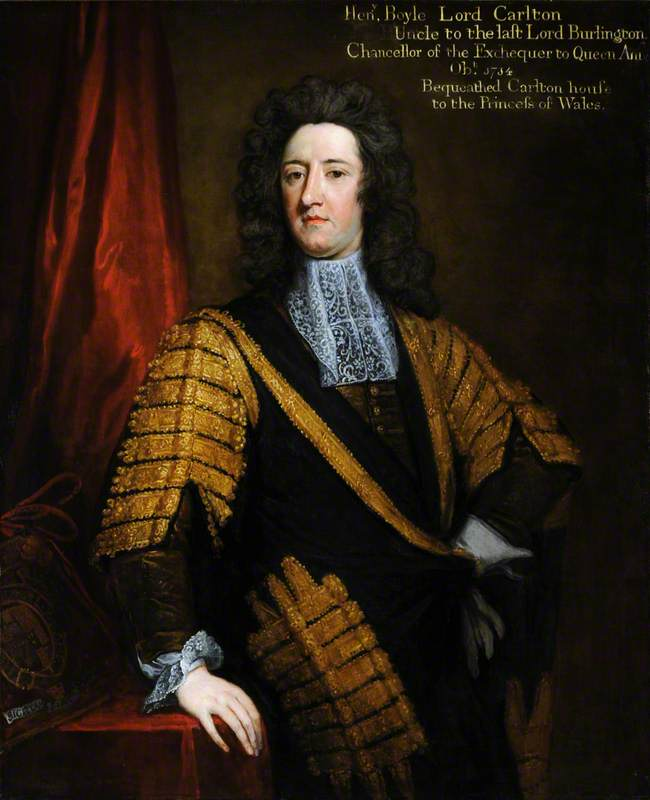
ゴドフリー・ネラーによる肖像画、1703年作。

初代カールトン男爵ヘンリー・ボイル（英語: Henry Boyle, 1st Baron Carleton PC PC (Ire)、1669年7月12日 – 1725年3月31日）は、アイルランド王国出身のイギリスの政治家。

## 生涯
第3代ダンガーヴァン子爵チャールズ・ボイルと1人目の妻ジェーン・シーモア（第2代サマセット公爵ウィリアム・シーモアの娘）の息子として、1669年7月12日に生まれた。ウェストミンスター・スクールで教育を受けた後、1685年から1688年まで海外を旅し、1692年11月9日にケンブリッジ大学トリニティ・カレッジに入学、1693年にM.A.の学位を修得した。
1685年にコルネットとして従軍した後、1688年の名誉革命ではオラニエ公ウィレム3世を支持、翌年にはタムワース選挙区で庶民院議員に当選したが、1690年に再選に失敗した。その後は再当選の望みがなかったためアイルランド庶民院に転じ、1692年にコーク・カウンティ選挙区で当選、同年末にはイングランド庶民院でもケンブリッジ大学選挙区で議員に返り咲いた。以降数年間議会でホイッグ党の一員として経験を積んだ後、1699年から1702年まで下級大蔵卿を、1701年から1708年4月まで財務大臣を、1708年2月から1710年まで北部担当国務大臣を務めた。1705年イングランド総選挙ではケンブリッジ大学選挙区に鞍替えし、1710年まで議員を務めた。また、1701年3月27日にイングランドの枢密顧問官に任命され、1706年にスコットランド王国との合同条約交渉におけるイングランド代表を務め、1704年から1715年までウェスト・ライディング・オブ・ヨークシャー統監、ヨークシャー副提督、アイルランド大蔵卿を務めた。
1710年にトーリー党が政権を握ると引退、1713年イギリス総選挙でも立候補を拒否したが、1714年のジョージ1世即位に伴いホイッグ党が復権すると、同年9月30日にアイルランドの枢密顧問官に任命され、10月9日にカールトン男爵に叙された。ジョージ1世の治世初期にタウンゼンド子爵やロバート・ウォルポールに味方したが、後にサンダーランド派として1721年6月25日から1725年に死去するまで枢密院議長を務めた。直後にサンダーランド伯爵が死去すると、閣内で孤立したが、最終的には和解してウォルポール＝タウンゼンド内閣の枢密院議長に留まった。
1725年3月14日にカールトン・ハウスで死去、31日に埋葬された。生涯未婚で後継者がなかったため、カールトン男爵の爵位は断絶した。

## 人物
イギリス庶民院議長のリチャード・オンズローはカールトン男爵の能力を称えたものの、私生活については「豪奢すぎる」（too luxurious）と評した。D・W・ヘイトン（D. W. Hayton）は『英国下院史』への寄稿で「安穏を好んだため、最も熱い戦場ではたびたび戦うことを嫌がった」と評し、1709年以降は実入りさえよければ補佐的な役割に甘んじたとし、この性格上の欠点がなければ一時は予想された「偉大さ」が確実なものになるだろうとした。

## 系譜図
|  |  |  |  |  |  |  |  |  |  |  |  | リチャード・ボイル 初代コーク伯爵 初代ダンガーヴァン子爵 (1566-1643)                         |                                                                                              |                                                                                              |                                                                                              |                                                                                              |                                                                                              |  |  |  |  |  |  |  |  |                                                 |                                                 |                                                 |                                                 |                                                 |                                                 |  |  |  |  |  |  |  |  |  |  |  |  |  |  |  |  |  |  |
|  |  |  |  |  |  |  |  |  |  |  |  |                                                                                              |                                                                                              |                                                                                              |                                                                                              |                                                                                              |                                                                                              |  |  |  |  |  |  |  |  |                                                 |                                                 |                                                 |                                                 |                                                 |                                                 |  |  |  |  |  |  |  |  |  |  |  |  |  |  |  |  |  |  |
|  |  |  |  |  |  |  |  |  |  |  |  | リチャード・ボイル 初代バーリントン伯爵 第2代コーク伯爵 第2代ダンガーヴァン子爵 (1612-1698)  |                                                                                              |                                                                                              |                                                                                              |                                                                                              |                                                                                              |  |  |  |  |  |  |  |  |                                                 |                                                 |                                                 |                                                 |                                                 |                                                 |  |  |  |  |  |  |  |  |  |  |  |  |  |  |  |  |  |  |
|  |  |  |  |  |  |  |  |  |  |  |  |                                                                                              |                                                                                              |                                                                                              |                                                                                              |                                                                                              |                                                                                              |  |  |  |  |  |  |  |  |                                                 |                                                 |                                                 |                                                 |                                                 |                                                 |  |  |  |  |  |  |  |  |  |  |  |  |  |  |  |  |  |  |
|  |  |  |  |  |  |  |  |  |  |  |  |                                                                                              |                                                                                              |                                                                                              |                                                                                              |                                                                                              |                                                                                              |  |  |  |  |  |  |  |  |                                                 |                                                 |                                                 |                                                 |                                                 |                                                 |  |  |  |  |  |  |  |  |  |  |  |  |  |  |  |  |  |  |
|  |  |  |  |  |  |  |  |  |  |  |  | チャールズ・ボイル 第3代ダンガーヴァン子爵 (1639-1694)                                       | チャールズ・ボイル 第3代ダンガーヴァン子爵 (1639-1694)                                       | チャールズ・ボイル 第3代ダンガーヴァン子爵 (1639-1694)                                       | チャールズ・ボイル 第3代ダンガーヴァン子爵 (1639-1694)                                       | チャールズ・ボイル 第3代ダンガーヴァン子爵 (1639-1694)                                       | チャールズ・ボイル 第3代ダンガーヴァン子爵 (1639-1694)                                       |  |  |  |  |  |  |  |  | リチャード・ボイル (1640年代-1665)              | リチャード・ボイル (1640年代-1665)              | リチャード・ボイル (1640年代-1665)              | リチャード・ボイル (1640年代-1665)              | リチャード・ボイル (1640年代-1665)              | リチャード・ボイル (1640年代-1665)              |  |  |  |  |  |  |  |  |  |  |  |  |  |  |  |  |  |  |
|  |  |  |  |  |  |  |  |  |  |  |  | チャールズ・ボイル 第3代ダンガーヴァン子爵 (1639-1694)                                       | チャールズ・ボイル 第3代ダンガーヴァン子爵 (1639-1694)                                       | チャールズ・ボイル 第3代ダンガーヴァン子爵 (1639-1694)                                       | チャールズ・ボイル 第3代ダンガーヴァン子爵 (1639-1694)                                       | チャールズ・ボイル 第3代ダンガーヴァン子爵 (1639-1694)                                       | チャールズ・ボイル 第3代ダンガーヴァン子爵 (1639-1694)                                       |  |  |  |  |  |  |  |  | リチャード・ボイル (1640年代-1665)              | リチャード・ボイル (1640年代-1665)              | リチャード・ボイル (1640年代-1665)              | リチャード・ボイル (1640年代-1665)              | リチャード・ボイル (1640年代-1665)              | リチャード・ボイル (1640年代-1665)              |  |  |  |  |  |  |  |  |  |  |  |  |  |  |  |  |  |  |
|  |  |  |  |  |  |  |  |  |  |  |  |                                                                                              |                                                                                              |                                                                                              |                                                                                              |                                                                                              |                                                                                              |  |  |  |  |  |  |  |  |                                                 |                                                 |                                                 |                                                 |                                                 |                                                 |  |  |  |  |  |  |  |  |  |  |  |  |  |  |  |  |  |  |
|  |  |  |  |  |  |  |  |  |  |  |  | チャールズ・ボイル 第2代バーリントン伯爵 第3代コーク伯爵 第4代ダンガーヴァン子爵 (1660-1704) | チャールズ・ボイル 第2代バーリントン伯爵 第3代コーク伯爵 第4代ダンガーヴァン子爵 (1660-1704) | チャールズ・ボイル 第2代バーリントン伯爵 第3代コーク伯爵 第4代ダンガーヴァン子爵 (1660-1704) | チャールズ・ボイル 第2代バーリントン伯爵 第3代コーク伯爵 第4代ダンガーヴァン子爵 (1660-1704) | チャールズ・ボイル 第2代バーリントン伯爵 第3代コーク伯爵 第4代ダンガーヴァン子爵 (1660-1704) | チャールズ・ボイル 第2代バーリントン伯爵 第3代コーク伯爵 第4代ダンガーヴァン子爵 (1660-1704) |  |  |  |  |  |  |  |  | ヘンリー・ボイル 初代カールトン男爵 (1669-1725) | ヘンリー・ボイル 初代カールトン男爵 (1669-1725) | ヘンリー・ボイル 初代カールトン男爵 (1669-1725) | ヘンリー・ボイル 初代カールトン男爵 (1669-1725) | ヘンリー・ボイル 初代カールトン男爵 (1669-1725) | ヘンリー・ボイル 初代カールトン男爵 (1669-1725) |  |  |  |  |  |  |  |  |  |  |  |  |  |  |  |  |  |  |
|  |  |  |  |  |  |  |  |  |  |  |  | チャールズ・ボイル 第2代バーリントン伯爵 第3代コーク伯爵 第4代ダンガーヴァン子爵 (1660-1704) | チャールズ・ボイル 第2代バーリントン伯爵 第3代コーク伯爵 第4代ダンガーヴァン子爵 (1660-1704) | チャールズ・ボイル 第2代バーリントン伯爵 第3代コーク伯爵 第4代ダンガーヴァン子爵 (1660-1704) | チャールズ・ボイル 第2代バーリントン伯爵 第3代コーク伯爵 第4代ダンガーヴァン子爵 (1660-1704) | チャールズ・ボイル 第2代バーリントン伯爵 第3代コーク伯爵 第4代ダンガーヴァン子爵 (1660-1704) | チャールズ・ボイル 第2代バーリントン伯爵 第3代コーク伯爵 第4代ダンガーヴァン子爵 (1660-1704) |  |  |  |  |  |  |  |  | ヘンリー・ボイル 初代カールトン男爵 (1669-1725) | ヘンリー・ボイル 初代カールトン男爵 (1669-1725) | ヘンリー・ボイル 初代カールトン男爵 (1669-1725) | ヘンリー・ボイル 初代カールトン男爵 (1669-1725) | ヘンリー・ボイル 初代カールトン男爵 (1669-1725) | ヘンリー・ボイル 初代カールトン男爵 (1669-1725) |  |  |  |  |  |  |  |  |  |  |  |  |  |  |  |  |  |  |
|  |  |  |  |  |  |  |  |  |  |  |  | リチャード・ボイル 第3代バーリントン伯爵 第4代コーク伯爵 第5代ダンガーヴァン子爵 (1694-1753) |                                                                                              |                                                                                              |                                                                                              |                                                                                              |                                                                                              |  |  |  |  |  |  |  |  |                                                 |                                                 |                                                 |                                                 |                                                 |                                                 |  |  |  |  |  |  |  |  |  |  |  |  |  |  |  |  |  |  |
|  |  |  |  |  |  |  |  |  |  |  |  |                                                                                              |                                                                                              |                                                                                              |                                                                                              |                                                                                              |                                                                                              |  |  |  |  |  |  |  |  |                                                 |                                                 |                                                 |                                                 |                                                 |                                                 |  |  |  |  |  |  |  |  |  |  |  |  |  |  |  |  |  |  |